# 松岡大和
松岡 大和（まつおか やまと、1998年5月31日 - ）は、ジャパンラグビーリーグワン豊田自動織機シャトルズ愛知に所属するラグビー選手。

## プロフィール
- 兵庫県神戸市北区出身[1]。
- ポジションはフランカー(FL)、ナンバーエイト(No.8)。
- 身長 177 cm、体重 95 kg
- 愛称はYama。

## 略歴
中学1年生からラグビーを始めた。
2017年、甲南高校卒業後、天理大学に入る。
2020年、天理大学ラグビー部の主将に就任。天理大学大学選手権初優勝に貢献。
2021年、天理大学卒業後、NTTドコモレッドハリケーンズ(現・NTTドコモレッドハリケーンズ大阪)に加入。同年7月、豊田自動織機シャトルズ愛知に加入。
2022年2月13日に行われたJAPAN RUGBY LEAGUE ONE第4節キューデンヴォルテクス戦にて先発出場でリーグワン公式戦初出場を果たした。